# Educación en Haití

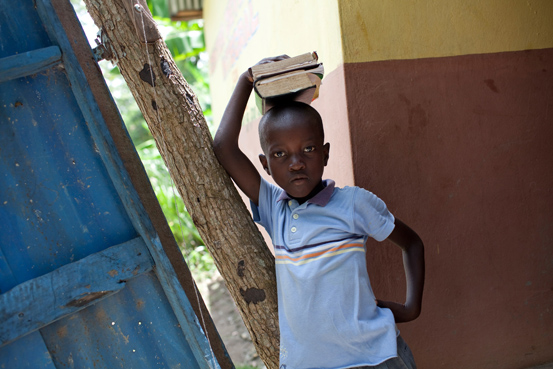
Niño haitiano en una escuela afectada por el terremoto de 2010.

La educación en Haití tiene el nivel más bajo en el ámbito educativo del hemisferio occidental. La tasa de alfabetización nacional de alrededor del 61% (64,3% para los hombres y 57,3% para las mujeres) está muy por debajo del promedio del 90% para los países de América Latina y el Caribe. El país enfrenta escasez de material educativo y maestros calificados y la población rural tiene menos educación que la urbana. El terremoto de Haití de 2010 exacerbó los parámetros ya limitados del sistema educativo de Haití al destruir la infraestructura y desplazar del 50 al 90% de los estudiantes, según el lugar.
Las escuelas privadas internacionales administradas por Canadá, Francia o Estados Unidos y las administradas por iglesias educan al 90% de los estudiantes. Haití tiene 15.200 escuelas primarias, de las cuales el 90% son privadas y están administradas por comunidades, organizaciones religiosas u ONG. El porcentaje de matrícula en la escuela primaria es del 88%. La educación superior es proporcionada por universidades y otras instituciones públicas y privadas.
El sector educativo está a cargo del Ministre de l'Éducation Nationale et de la Formation Professionnelle (MENFP). El Ministerio proporciona muy pocos fondos para apoyar la educación pública. Como resultado, el sector privado se ha convertido en un sustituto de la inversión pública gubernamental en educación en lugar de ser un complemento para esta. El Ministerio tiene una capacidad limitada para mejorar la calidad de la educación en Haití.
A pesar de las deficiencias del sector educativo haitiano, se han intentado hacer de las mejoras a la educación un objetivo nacional. El país ha intentado tres grandes esfuerzos de reforma, con uno nuevo en curso como respuesta al terremoto.